# Császár Elemér (fizikus)

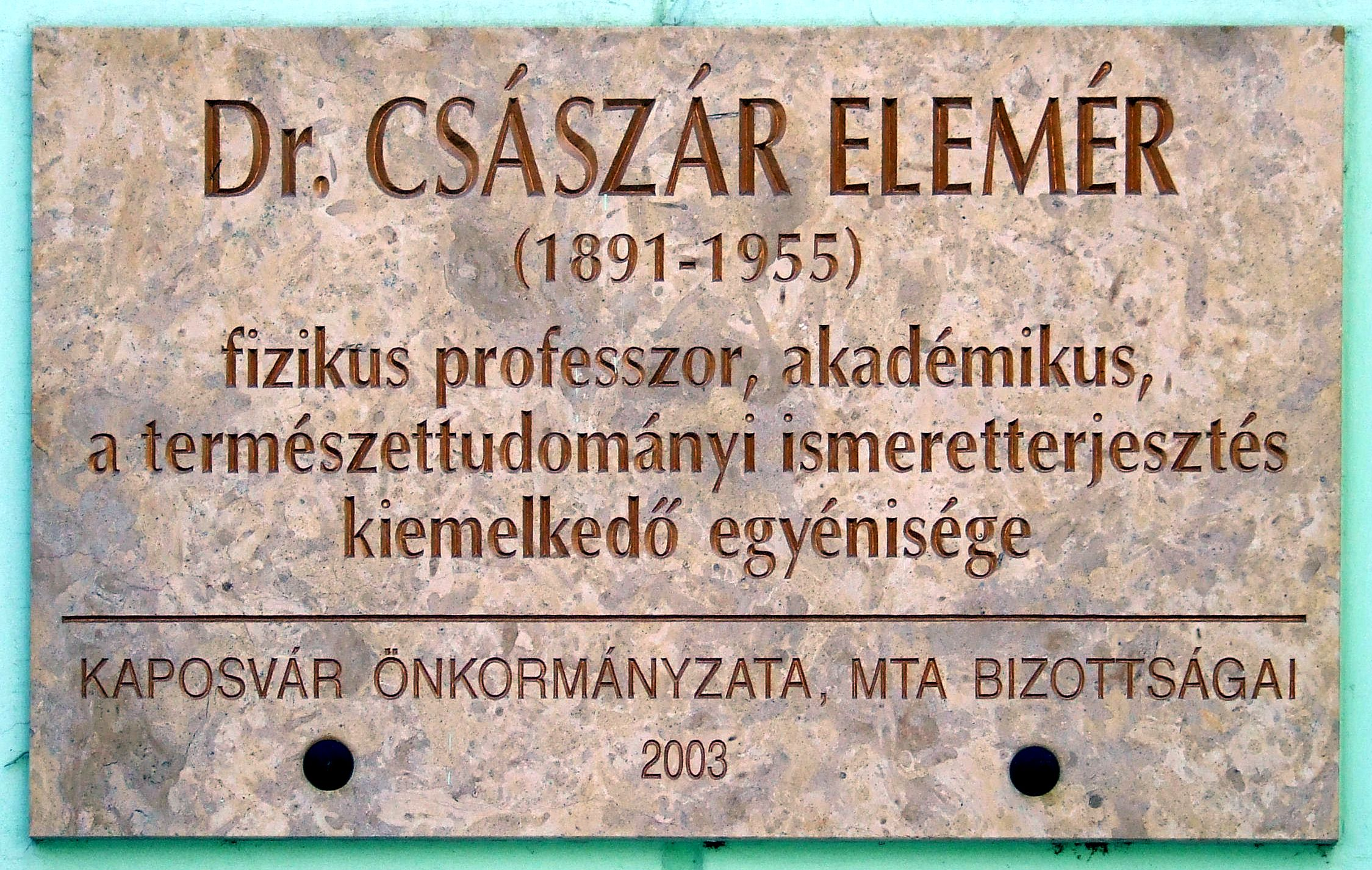
Császár Elemér fizikus professzor, akadémikus, emléktáblája Kaposvárott. 2003.

Császár Elemér (Gige, 1891. december 6. – Budapest, 1955. augusztus 7.) magyar fizikus, egyetemi tanár, a Magyar Tudományos Akadémia levelező tagja (1928).

## Életpályája
Szülei: Császár István református lelkész és Szűcs Katalin voltak. 1910-ben érettségizett a csurgói református gimnáziumban. Tanulmányait Budapesten és Berlinben végezte el. 1914-ben matematika-fizika szakos tanári diplomát szerzett. 1914–1918 között frontszolgálatot teljesített az első világháborúban. 1918-ban bölcsészdoktori oklevelet szerzett. 1918–1921 között a Pázmány Péter Tudományegyetem Gyakorlati Fizikai Intézetének tanársegéde, 1921–1938 között egyetemi adjunktusa, 1924–1930 között magántanára volt. 1928-ban a Magyar Tudományos Akadémia levelező tagja lett. 1930–1934 között a budapesti tudományegyetem Közgazdaság- tudományi Kar magántanára volt. 1935–1945 között a József Nádor Műszaki és Gazdaságtudományi Egyetem magántanára, a Mezőgazdasági Osztályán a Gazdasági fizika című tárgy megbízott előadó tanára volt. 1938–1940 között a Pécsi Tudományegyetem Orvostudományi Karán a fizika nyilvános rendkívüli, 1940–1948 között nyilvános rendes tanára volt. 1942–1943 között az Orvostudományi Kar dékánjaként is tevékenykedett. 1948-ban politikai okokból börtönbe került; 1949-ben népbírósági ítélet alapján törölték MTA-tagságát; 1989-ben posztumusz helyreállították.
Leginkább a sugárzásokkal foglalkozott; e témában bel- és külföldi szakfolyóiratokban is jelentek meg tanulmányai. A röntgensugárzás energiájának mérésére új készüléket szerkesztett. A Természettudományi Társaságnak titkára volt.
Sírja a Farkasréti temetőben található (3/1-2-13).
A családnál fennmaradt irathagyatéka a Pécsi Tudományegyetem Egyetemi Levéltárába került. A teljes anyag digitalizálásra került és online kutatható.

## Művei
- A fekete sugárzás újabb elméleti és kísérleti vizsgálata (Pápa, 1918)
- Planck sugárzási elméletének újabb módosítása (Mathematikai és Természettudományi Értesítő, 1918)
- A quantumemissio hypothesise a fekete sugárzás elméletében (Mathematikai és Természettudományi Értesítő, 1922)
- A Planck-féle formula vizsgálata fényelektromos úton (Mathematikai és Természettudományi Értesítő; Budapest, 1923)
- A fényelektromos jelenség (Természettudományi Közlöny, 1926)
- Periodikus rendszerek adiabatikus invariánsai (Mathematikai és Természettudományi Értesítő, 1927)
- Tárgyaknak vassal való bevonása galvanoplasztikai úton (Természettudományi Közlöny, 1927)
- A világjáró rakéta (Budapest, 1928; újraközölve: Természet Világa, 1986)
- A hangos film (Budapest, 1929)
- Vizsgálatok az új kvantumelmélet köréből. Akadémiai székfoglaló (Elhangzott: 1929. július 3.; megjelent: Mathematikai és Természettudományi Értesítő, 1929)
- A kvantumelmélet (Budapest, 1930)
- A röntgensugárzás technikai alkalmazása (Természettudományi Közlöny, 1931)
- Időbeli és hullámmechanikai középértékek (Mathematikai és Természettudományi Értesítő, 1932)
- A szívműködés vizsgálata röntgensugárral (Természettudományi Közlöny, 1934)
- A röntgensugárzás és gyakorlati alkalmazása (Budapest, 1934)
- A röntgensugárzás energiájának mérése 1–5. (Mathematikai és Természettudományi Értesítő, 1935–1940)
- A rövidhullámú gyógykezelés fizikai alapelvei (Természettudományi Közlöny, 1936)
- A sugarak világa (Budapest, 1937)
- Anyagvizsgálat rádiumsugarakkal (Természettudományi Közlöny, 1937)
- Az új hangos film (Budapest, 1936)
- A röntgensugárzás adagolása: a röntgendózis mérése (Természettudományi Közlöny, 1938)
- A hullámmechanikai perturbáció-számítás egyszerű megalapozása (Mathematikai és Természettudományi Értesítő, 1939)
- Az elektronmikroszkóp (Pannonia Könyvtár. 55. Pécs, 1942)
- A fekete sugárzás törvényei. 1–2. (Mathematikai és Természettudományi Értesítő, 1943)
- Újabb orvosi röntgenkészülékek és röntgenlámpák (Orvosképzés, 1943).

## Díjai
- Than Károly-díj (1923)

## Emlékezete

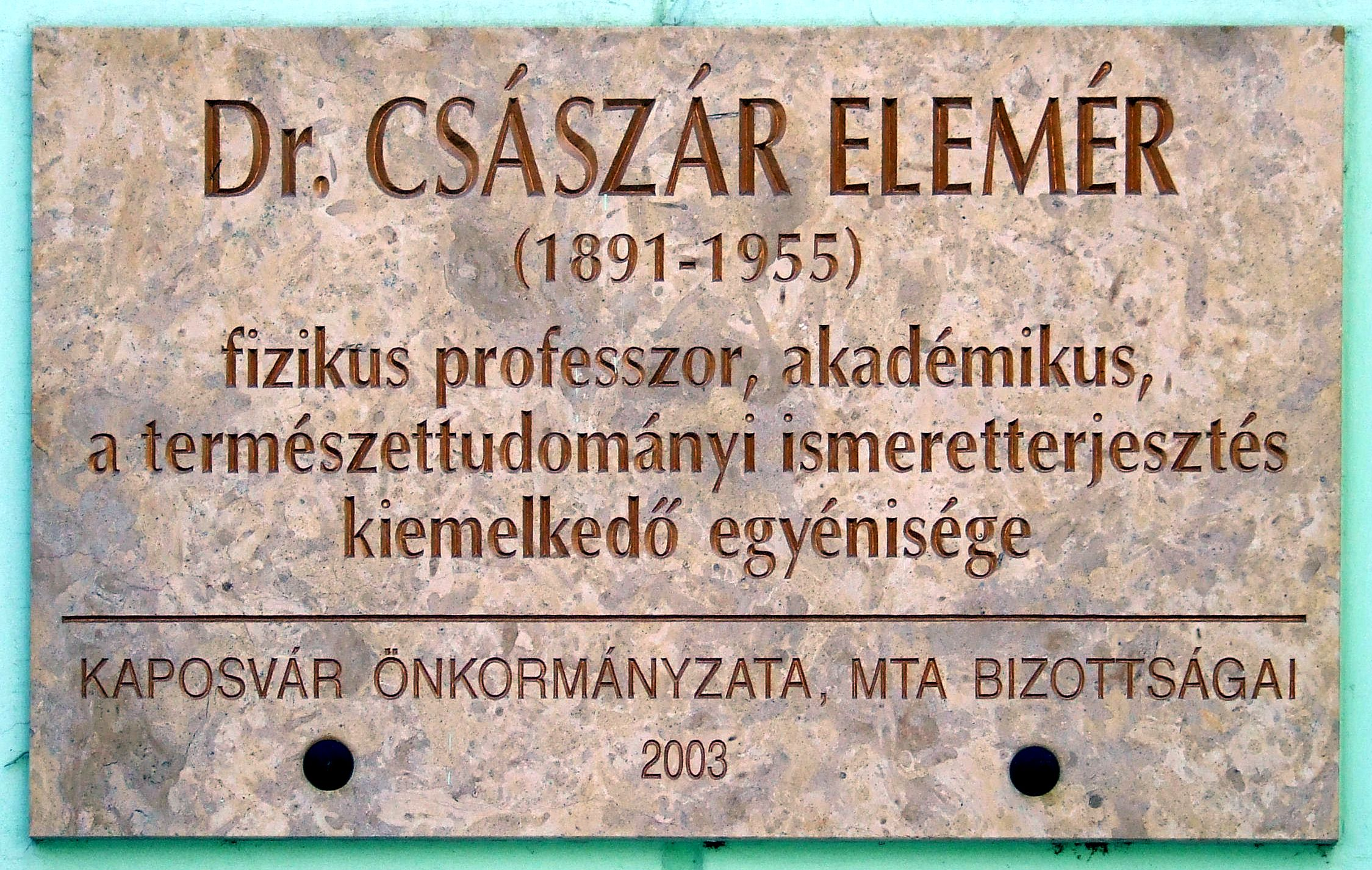
Kaposvári emléktáblája

2003-ban Kaposváron, a Dózsa György u. 18. szám alatt emléktáblát avattak emlékére.